# Bandeira do Protetorado das Ilhas do Pacífico das Nações Unidas
A bandeira do Protectorado das Ilhas do Pacífico das Nações Unidas (PIPNU) consistia num campo azul que continha seis estrelas brancas de cinco pontas. As estrelas simbolizavam os seis distritos do antigo protectorado; as Marianas, as Ilhas Marshall, Yap, Chuuk, Pohnpei e Palau. O campo azul simbolizava liberdade e lealdade.
A bandeira foi resultado de um concurso que foi ganho por Gonzalo Santos, um funcionário governamental que vivia no distrito de Yap. Pelos seus esforços, ganhou 250 dólares. A proposta de Santos foi aprovada pelo Conselho da Micronésia em 3 de Outubro de 1962 e foi usada pela primeira vez a 24 de Outubro. A bandeira foi reaprovada pelo Alto-Comissário do PIPNU e pelo Congresso da Micronésia em Julho de 1965. A bandeira tornou-se oficial a 19 de Agosto de 1965. 
Antes desta data, as bandeiras dos Estados Unidos e das Nações Unidas foram utilizadas.
A bandeira foi utilizada praticamente durante toda a década de 70 até princípios da de 80 do século passado. Por essa altura, cada distrito tinha adoptado a sua própria bandeira.

## Ligação externa
- PIPNU no Flags of the World (em inglês)